# ATP Challenger Florenz
Das ATP Challenger Florenz (offizieller Name: Firenze Tennis Cup) war ein 2018 und 2019 stattfindendes Tennisturnier in Florenz, Italien. Es war Teil der ATP Challenger Tour und wurde im Freien auf Sand ausgetragen.

## Siegerliste

### Einzel
| Jahr | Sieger            | Finalgegner       | Ergebnis |
| ---- | ----------------- | ----------------- | -------- |
| 2019 | Marco Trungelliti | Pedro Sousa       | 6:2, 6:3 |
| 2018 | Pablo Andújar     | Marco Trungelliti | 7:5, 6:3 |

### Doppel
| Jahr | Sieger                        | Finalgegner                      | Ergebnis           |
| ---- | ----------------------------- | -------------------------------- | ------------------ |
| 2019 | Luca Margaroli Adil Shamasdin | Gerard Granollers Pedro Martínez | 7:5, 6:76, [14:12] |
| 2018 | Rameez Junaid David Pel       | Filippo Baldi Salvatore Caruso   | 7:5, 3:6, [10:7]   |